# Fritz Courvoisier

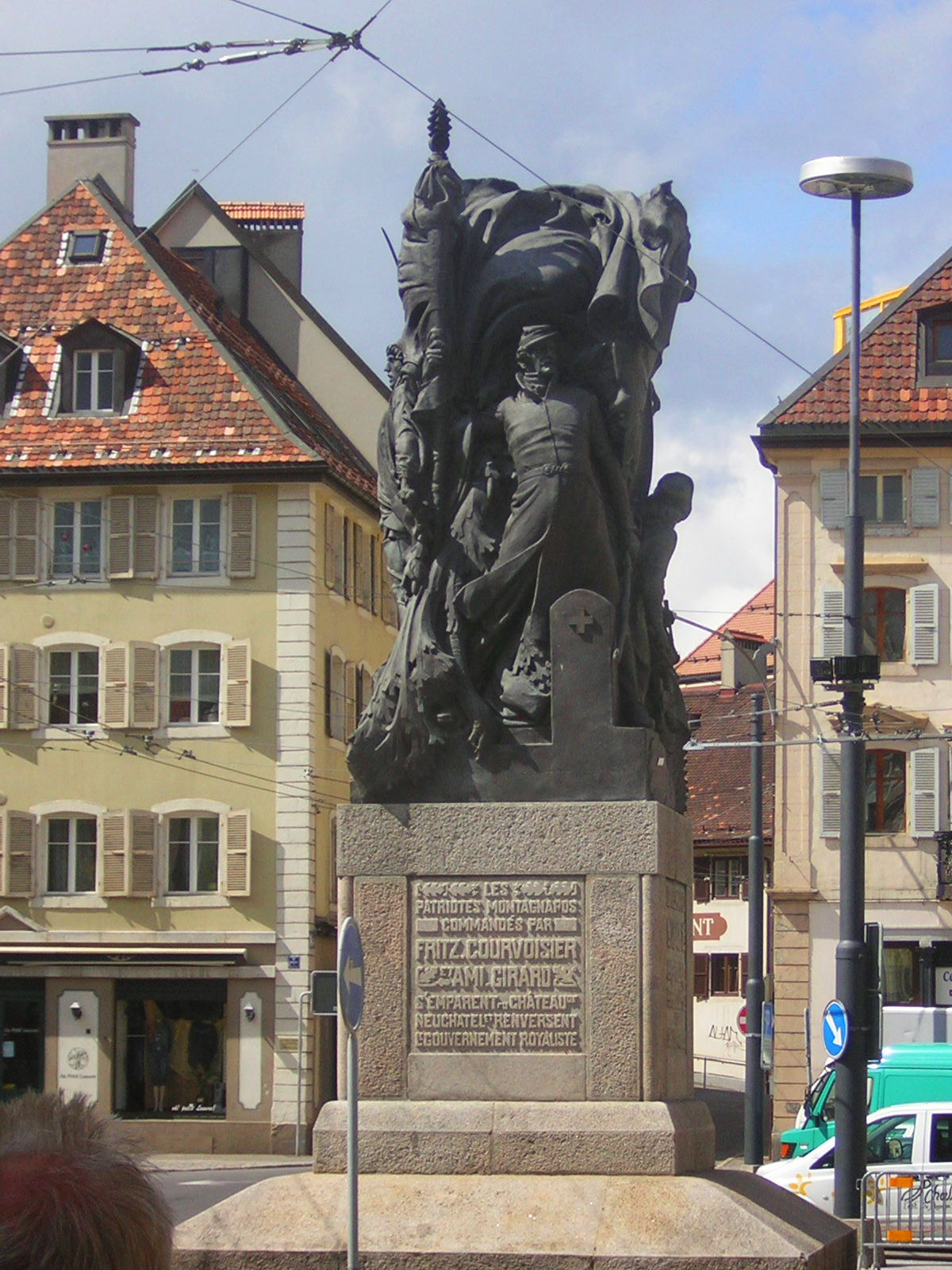
Herdenkingsmonument van de Revolutie van Neuchâtel van 1848 in La Chaux-de-Fonds met beelden van Fritz Courvoisier en Ami Girard. Het onderschrift luidt: "Les patriotes montagnards commandés par Fritz Courvoisier et Ami Girard s'emparent du château de Neuchatel et renversent le gouvernement royaliste." In het Nederlands betekent dat: "De patriotten uit de bergen, aangevoerd door Fritz Courvoisier en Ami Girard namen het kasteel van Neuchâtel in en brachten de monarchie ten val.")

Frédéric Alexandre 'Fritz' Courvoisier (La Chaux-de-Fonds, 1 juni 1799 - Neuchâtel, 10 december 1854) was een Zwitsers militair, politicus en horlogemaker. Hij wordt beschouwd als de militaire aanvoerder van de Revolutie van Neuchâtel in 1848, waarbij een einde kwam aan de heerschappij van de koning van Pruisen over het Vorstendom Neuchâtel, dat nadien een republiek werd.

## Horlogemaker
Fritz Courvoisier werd geboren in een familie van horlogemakers en werkte aanvankelijk dan ook in het familiebedrijf, samen met zijn vader en zijn broers. In 1832 richtte hij vervolgens zijn eigen bedrijf op. Voor zijn horlogebedrijf zou hij later door Europa reizen, naar onder meer Frankrijk, Italië, Portugal, Rusland en Bastia, op het Franse eiland Corsica.
Zijn studies voltrok hij in Genève, in Couvet en in Bazel, om er zijn kennis van het Duits te verbeteren.

## Militair

### Sonderbund-oorlog
In 1847 streed Courvoisier mee in de Sonderbund-oorlog aan de zijde van de troepen uit het kanton Bern. Zijn eigen kanton, Neuchâtel, bleef immers neutraal.

### Revolutie van Neuchâtel
Nadat eerder op het jaar 1848 in het naburige Frankrijk de Februarirevolutie was uitgebroken, waaide de revolutionaire wind over naar Neuchâtel, waar onder leiding van Fritz Courvoisier een revolutionaire beweging ontstond. Courvoisier zocht toenadering tot Ami Girard om zijn beweging te steunen. Girard was eveneens een militair uit Neuchâtel. Courvoisier verkreeg van hem de zekerheden dat Neuchâtel enerzijds kon rekenen op de steun van andere kantons voor in het geval de revolutie zou slagen en dat er in dat geval anderzijds zo snel mogelijk een voorlopige regering zou worden geïnstalleerd. Courvoisier trok hiermee lessen uit het verleden. In 1831 mislukte immers de revolutie aangevoerd door Alphonse Bourquin omdat het hem ontbrak aan kandidaten om te zetelen in een overgangsregering.
Op 29 februari 1848 vervoegde Ami Girard zich in La Chaux-de-Fonds bij Fritz Courvoisier en andere republikeinsgezinden uit het Vorstendom Neuchâtel. In de daarop volgende nacht brak de revolutie uit. Op 1 maart, rond acht uur in de avond, viel het Kasteel van Neuchâtel in revolutionaire handen, waarna de monarchie werd afgeschaft en de republiek werd uitgeroepen. Op 3 maart erkenden gezanten van de overige Zwitserse kantons de republiek en de nieuwe regering.

## Politicus
Bij de Zwitserse parlementsverkiezingen van 1851 werd Courvoisier namens de radicalen verkozen tot lid van de Nationale Raad, waarin hij pleitte voor de aanleg van een spoorlijn tussen de Zwitserse Hoogvlakte en Frankrijk, via Morteau, Le Locle, La Chaux-de-Fonds en Saint-Imier. Uiteindelijk zou er op het door hem uitgestippelde traject een spoorlijn ontstaan, zij het dat deze geen internationale verbinding zou worden. Hij zetelde in de Nationale Raad tot 10 december 1854, toen hij in Neuchâtel stierf aan de gevolgen van een beroerte.

## Trivia
- Courvoisier trad in 1826 in het huwelijk en kreeg twee zonen. Reeds in 1836 overleed zijn echtgenote echter op 30-jarige leeftijd.
- In zijn geboorteplaats La Chaux-de-Fonds is met de Rue Fritz Courvoisier een belangrijke straat naar hem vernoemd.